# Endurecimiento (informática)
En informática, el hardening o endurecimiento es el proceso de asegurar un sistema reduciendo sus vulnerabilidades o agujeros de seguridad, para los que se está más propenso cuanto más funciones desempeña; en principio un sistema con una única función es más seguro que uno con muchos propósitos. El proceso de cerrar las vías para los ataques más típicos incluye el cambio de claves por defecto, desinstalar el software y dar de baja usuarios y accesos innecesarios;  también deshabilitar servicios que no serán usados y fortalecer las configuraciones de aquellos que estarán en uso.
Distintas organizaciones y grupos de expertos se dedican a recolectar y examinar sistemas y software para determinar las medidas de seguridad adecuadas, identificar deficiencias de seguridad, predecir la efectividad de los procedimientos para fortalecer sistemas y verificar que tales medidas son adecuadas y efectivas una vez implementadas.
Hay varios métodos endurecer sistemas Unix y GNU. Esto puede implicar, entre otras medidas, aplicando un parche al kernel como Escudo de ejecución o PaX; cerrando puertos de red abiertos; e instalar sistemas de detección de intrusos, cortafuegos y sistemas de prevención. Existen también guías de endurecimiento y herramientas como Lynis, Bastille Linux, JASS para Solaris sistemas y Apache/PHP Hardener, que pueden, por ejemplo, desactivar características innecesarias en los archivos configuración o actuar de varias otras formas para dar protección.
Esto también aplica a sistemas de redes industriales, para los cuales hay incluso estándares específicos de seguridad, los que incluyen o requieren endurecimiento.